# Konga
Konga is een plaats in de gemeente Tingsryd in het landschap Småland en de provincie Kronobergs län in Zweden. De plaats heeft 508 inwoners (2005) en een oppervlakte van 106 hectare.

## Verkeer en vervoer
Bij de plaats loopt de Länsväg 120.

## Geboren
- Maria Kulle (26 april 1960), actrice